# Swefling
Sweffling  is een plaats en civil parish in het bestuurlijke gebied East Suffolk, in het Engelse graafschap Suffolk. In 2001 telde het civil parish 198 inwoners.